# Scylaticus pantherinus
Scylaticus pantherinus är en tvåvingeart som beskrevs av Jacques-Marie-Frangile Bigot 1878. Scylaticus pantherinus ingår i släktet Scylaticus och familjen rovflugor. Inga underarter finns listade i Catalogue of Life.